# 乌克兰东北部战役
乌克兰东北部战役是2022年俄羅斯入侵烏克蘭期間為控制切爾尼戈夫州和苏梅州而發動的攻势。根据战争研究所的说法，自2022年3月8日以来，由于俄罗斯军队没有在该地區佔領任何新的烏克蘭領土，他们可能將之前進攻基辅东部的部队調至該地區與苏梅州的烏克蘭軍隊作戰。

## 攻勢

### 俄羅斯進攻
2022年2月24日，俄罗斯总统普京宣布入侵乌克兰，俄军便隨即越过了俄乌边境，开始向烏克蘭東北部幾座要市推进，包括哈尔科夫、蘇梅與切尔尼戈夫。他们遇到了乌克兰的抵抗，从而开始了哈尔科夫战役。一枚俄罗斯导弹袭击了装有拜卡“旗手”TB2无人机的丘胡耶夫空军基地。根据公开来源情报的信息，这次袭击对燃料储存区和基础设施造成了破坏。亦日，俄軍攻下科諾托普。27日，俄軍在與市長談判後無血地奪取库皮扬斯克。3月初，俄軍分別攻下了特羅斯佳內茨、巴拉克利亚與伊久姆北岸，更把切爾尼戈夫市包圍。

#### 俄軍砲擊
在俄軍進攻的期間，常常使用砲彈襲擊軍事目標，但也砲擊民用建築，而這是違反日內瓦公約的。俄軍砲打平民的事例可惜地多不勝數，造成許多平民無謂喪生，而以下的只是部分案例：
- 奥赫特尔卡[15]（2月25日，1死）
- 蘇梅機場[16]（2月27日，2死）
- 斯洛博然斯凱[17]（3月9日，4死）
- 大皮薩里夫卡[18]（3月9日，3死）
- 特羅斯佳內茨[18]（3月10日，3死）
- 尼任[19]（3月10日，2死）
- 蘇梅州小鎮[20]（3月11日，2死）
- 德爾哈奇[21]（3月11日，3死）
- 哈爾科夫[22]（3月14日，2死）
- 梅雷法[23]（3月17日，21死）
- 佐洛奇夫[24]（5月21日，6死）

### 烏克蘭反攻
截至3月中，俄軍似乎勢力浩大，但烏克蘭軍隊在此時開始反攻。3月7日，烏軍重奪丘胡伊夫。3月11日，烏軍重奪蘇梅州幾座小鎮，逐步地威脅俄軍的供應鏈。3月31日，烏軍更打破了切爾尼戈夫的圍攻。不久，俄羅斯國防部於4月初宣佈從切爾尼戈夫州與蘇梅州徹退，在烏克蘭東北部就只剩下哈爾科夫州一部分仍被佔領。
5月初，烏克蘭軍隊成功地把哈爾科夫市周邊的俄軍推後至邊境，戰勝了哈爾科夫戰役。
9月初，烏軍再次在該範圍進行反攻，令俄軍徹退至奧斯基爾河以東的領域，俄軍這攻勢也因此失敗告終。